# اخترشناسی در مریخ

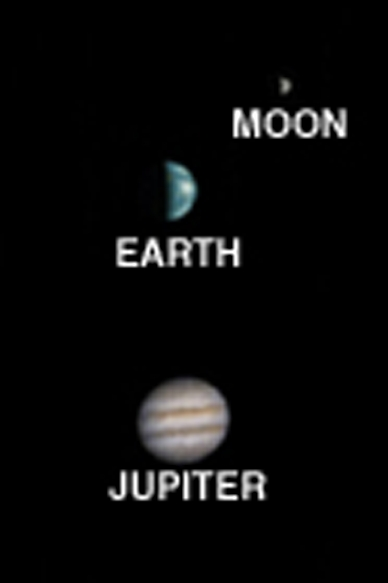
موزائیک دو نوردهی مختلف دوربین نقشه‌بردار سراسر مریخ از زمین، ماه و مشتری از سال ۲۰۰۳

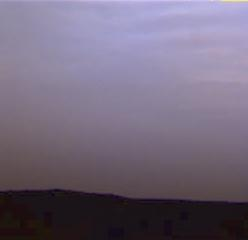
آسمان مریخ که توسط ابرهای یخی آبی رنگ بنفش به خود گرفته‌است.

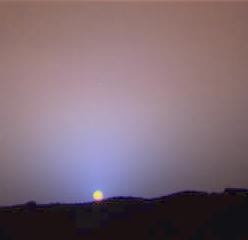
نمای نزدیک از آسمان مریخ در غروب خورشید، که تنوع رنگ بیشتری را نشان می‌دهد، همان‌طور که توسط رهیاب مریخ تصویر شده‌است.

بسیاری از پدیده‌های نجومی که از روی سطح سیاره مریخ (بهرام) مشاهده می‌شوند، همانند یا شبیه به آنچه از روی زمین دیده می‌شوند هستند؛ اما برخی از آنها (مانند منظره زمین به‌عنوان ستاره شامگاهی/بامدادی) کاملاً متفاوت هستند. به‌عنوان مثال، از آنجایی که جو مریخ فاقد لایه ازون است، امکان انجام مطالعات اخترشناسی فرابنفش از سطح مریخ نیز وجود دارد.
مریخ دارای جو رقیقی است که به رصدگران اجازه می‌دهد تا مانند ستاره‌شناسان زمین، اجرام آسمانی را مشاهده کنند. مشابه زمین، مریخ به دلیل انحراف محوری خود، تغییرات فصلی را تجربه می‌کند. برخلاف زمین، شفق‌های قطبی مریخ در نزدیکی ناهنجاری‌های مغناطیسی در پوسته و نه در قطب‌ها رخ می‌دهند و برای چشم انسان نامرئی هستند.
جهت‌گیری محور مریخ، قطب سماوی شمالی آن را در صورت فلکی ماکیان در نزدیکی ستاره دنب قرار می‌دهد. دو ستاره برجسته در ماکیان، یعنی دُنب و سینه (صدر)، به دلیل موقعیتشان نسبت به قطب، می‌توانند به عنوان یک ساعت تقریبی در مریخ عمل کنند. قطب سماوی جنوبی مریخ در نزدیکی ستاره کاپا بادبان قرار دارد.
صور فلکی منطقةالبروج در مریخ به دلیل انحراف جزئی صفحات دایرةالبروج آنها، بسیار شبیه به زمین هستند. با این حال، خورشید در برخی صورت‌های فلکی در مریخ کمی بیشتر زمان می‌گذراند که به ۱۴ صورت فلکی منطقةالبروج در مقایسه با ۱۲ صورت فلکی در زمین می‌انجامد.
زمان اعتدالین و انقلابین نیز به دلیل موقعیت‌های چرخشی آنها، کمی بین زمین و مریخ متفاوت است. مشابه زمین، مریخ دچار حرکت تقدیمی می‌شود که باعث نوسان آهسته محور چرخشی آن می‌شود. چرخه حرکت تقدیمی مریخ بسیار طولانی‌تر از زمین است (۹۵۵۰۰ سال مریخی در مقابل ۲۶۰۰۰ سال). اثر دیگر تغییر تدریجی نقطه نزدیکترین فاصله (حضیض) در مدار مریخ است که به تفاوت بین سال خورشیدی و سال نجومی در مریخ می‌انجامد. این چرخه در مریخ نسبت به زمین نیز طولانی‌تر است. اثر ترکیبی این دو حرکت تقدیمی، یک چرخه کلی ۲۹۷۰۰ ساله مریخی (۵۵۹۰۰ سال زمینی) در مریخ ایجاد می‌کند.
مانند زمین، مریخ با کند شدن تدریجی چرخش خود (طول روز) مواجه است. با این حال، این اثر در مریخ به دلیل اثر گرانشی ناچیز قمر فوبوس، بسیار ضعیف‌تر است. مشابه چرخه‌های میلانکوویچ زمین، مریخ در طول دوره‌های طولانی، تغییراتی در انحراف محوری و خروج از مرکز مداری خود تجربه می‌کند که بر آب و هوای آن تأثیر می‌گذارد. تغییر انحراف محوری در مریخ به دلیل عدم وجود یک ماه بزرگ تثبیت‌کننده، بسیار بیشتر از زمین است.

## فصول
مریخ دارای انحراف محوری ۲۵٫۱۹ درجه است که کاملاً به مقدار ۲۳٫۴۴ درجه برای زمین نزدیک است، و بدین ترتیب مریخ همانند زمین فصل‌های بهار، تابستان، پاییز و زمستان را تجربه می‌کند. همانگونه که بر روی زمین اتفاق می‌افتد، نیم‌کره‌های شمالی و جنوبی در زمان‌های متضاد، تابستان و زمستان را از سر می‌گذرانند.
با این وجود، مدار چرخش مریخ نسبت به زمین دارای برون‌مرکزیت بسیار بالاتری است؛ بنابراین، طول فصل‌ها نابرابر هستند که این نابرابری به مراتب از زمین بیشتر است:
| فصل (با در نظر گرفتن انقلابین یا اعتدالین به عنوان آغاز فصل) | انقلابین (در مریخ)  | روزها (در زمین)     |
| فصل (با در نظر گرفتن انقلابین یا اعتدالین به عنوان آغاز فصل) | (به عنوان درصد سال) | (به عنوان درصد سال) |
| ------------------------------------------------------------ | ------------------- | ------------------- |
| بهار شمالی، پاییز جنوبی:                                     | ۱۹۳٫۳۰ (۲۹٪)        | ۹۲٫۷۶۴ (۲۵٫۴٪)      |
| تابستان شمالی، زمستان جنوبی:                                 | ۱۷۸٫۶۴ (۲۷٪)        | ۹۳٫۶۴۷ (۲۵٫۶٪)      |
| پاییز شمالی، بهار جنوبی:                                     | ۱۴۲٫۷۰ (۲۱٪)        | ۸۹٫۸۳۶ (۲۴٫۶٪)      |
| زمستان شمالی، تابستان جنوبی:                                 | ۱۵۳٫۹۵ (۲۳٪)        | ۸۸٫۹۹۷ (۲۴٫۴٪)      |

این به این معنی است که تابستان‌ها و زمستان‌ها در نیم‌کره‌های شمالی و جنوبی دارای طول و شدت متفاوتی هستند. زمستان‌ها در شمال معتدل و کوتاه هستند (زیرا مریخ در نزدیکی اوج و حضیض خود با سرعت در حرکت است)، در حالی‌که زمستان‌ها در جنوب طولانی و بسیار سرد هستند (مریخ در نزدیکی اوج به‌آرامی حرکت می‌کند). به همین ترتیب، تابستان‌ها در شمال طولانی و خنک هستند، در حالی‌که تابستان‌ها در جنوب کوتاه و داغ هستند. در نتیجه، تغییرات شدید دما در نیمکره جنوبی نسبت به شمال گسترده‌تر است.

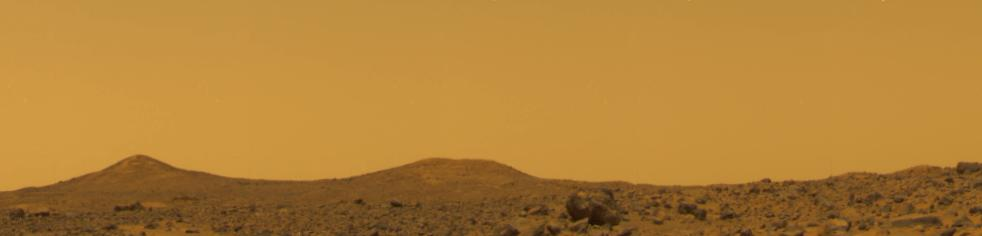
آسمان مریخ در ظهر، همان‌طور که توسط رهیاب مریخ (ژوئن ۱۹۹۹).

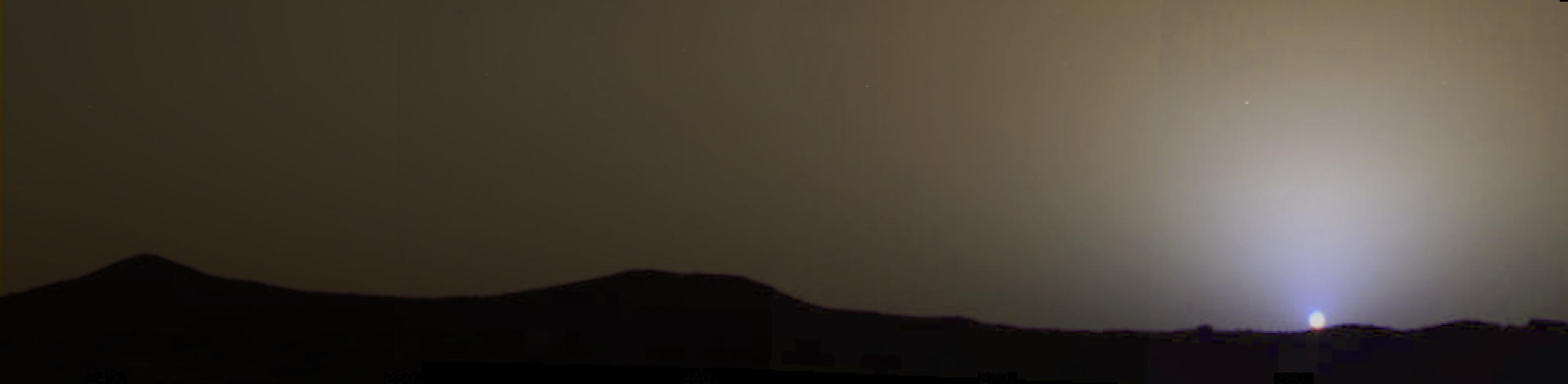
غروب بهرام. تصویر از رهیاب مریخ (ژوئن ۱۹۹۹).

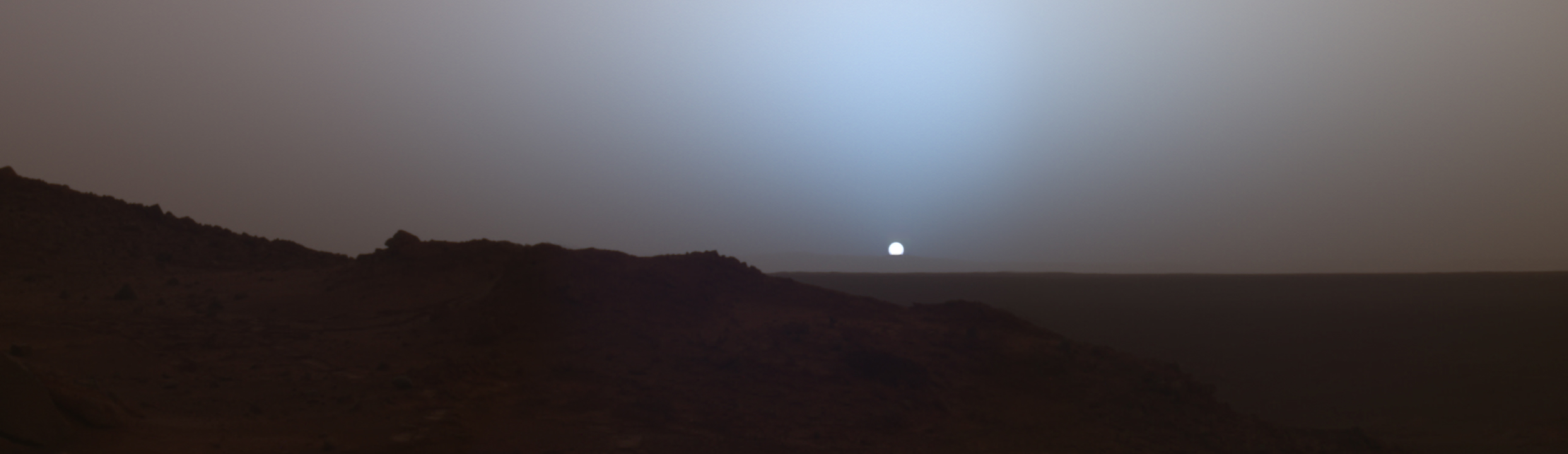
غروب بهرام. تصویر از اسپیریت (مریخ‌نورد) (مه ۲۰۰۵).

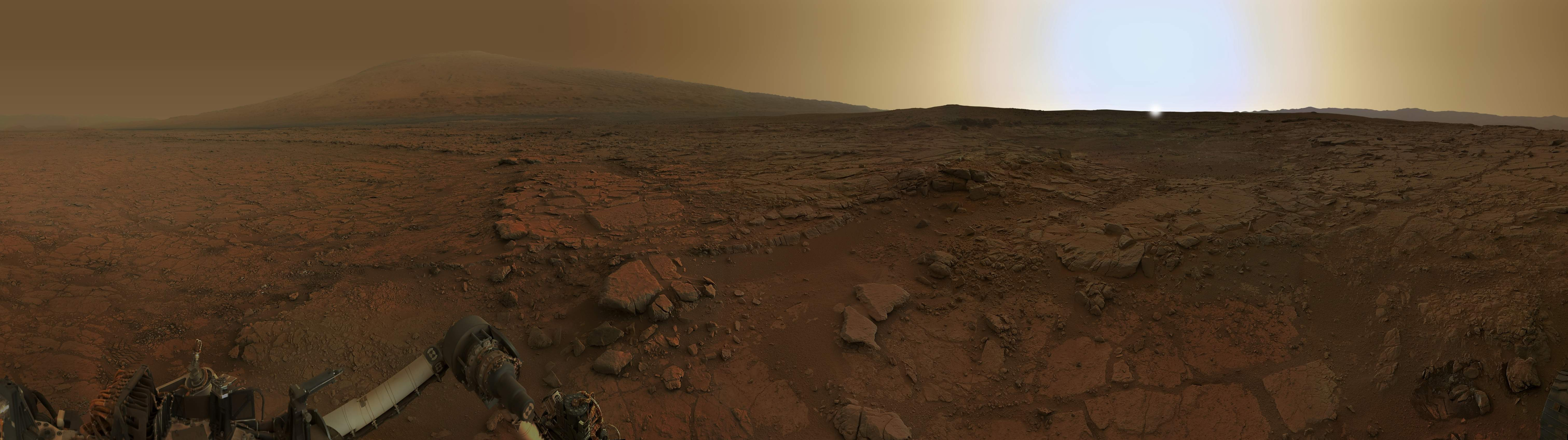
آسمان مریخ در غروب. مریخ‌نورد کنجکاوی (فوریه ۲۰۱۳، تصویرسازی خورشید هنری است).

درنگ فصلی روی مریخ بیش از چند روز نیست. این به دلیل نبود پهنه‌های بزرگ آب و عوامل مشابهی است که بر روی زمین باعث اثرات تعدیل‌کننده می‌شوند؛ بنابراین برای دماهای روی مریخ، فصل «بهار» تقریباً تصویر آینه‌ای «تابستان»، و «پاییز» تقریباً تصویر آینه‌ای «زمستان» خواهد بود (در صورتی که انقلابین و اعتدالین به‌عنوان شروع فصل‌های مربوطه تعریف شوند). همچنین اگر مدار مریخ دایره‌ای‌شکل بود، بیشینه و کمینه دما پس از چند روز از انقلابین تابستانی و زمستانی رخ می‌داد، نه مانند زمین که حدود یک ماه بعد از انقلابین اتفاق می‌افتد. تنها تفاوت میان دمای فصول بهار و تابستان به دلیل خروج از مرکزیت نسبتاً بالای گردش مداری مریخ است: در بهار نیم‌کره شمالی، مریخ نسبت به تابستان نیم‌کره شمالی از خورشید دورتر است و بنابراین، به‌طور تصادفی بهار نسبت به تابستان اندکی خنک‌تر و پاییز اندکی گرم‌تر از زمستان می‌شود. با این حال، در نیم‌کره جنوبی برعکس این موضوع صادق است.
تغییرات دما میان بهار و تابستان بسیار کمتر از نوسانات شدید دمایی است که در یک سول (روز خورشیدی) مریخی اتفاق می‌افتد. در یک چرخه روزانه، دما در ظهر خورشیدی محلی به اوج خود می‌رسد و در نیمه‌شب محلی در کمترین مقدار خود قرار می‌گیرد. این مشابه اثری است که در صحراهای زمین وجود دارد، اما روی مریخ بسیار برجسته‌تر است.
انحراف محوری و خروج از مرکز مداری زمین (و مریخ) به هیچ وجه ثابت نیستند، بلکه به دلیل پریشیدگی حاصل از سیارات دیگر در منظومه خورشیدی، در مقیاس زمانی ده‌ها هزار یا صدها هزار سال تغییر می‌کنند. برای مثال، خروج از مرکز مداری زمین که در حال حاضر تقریباً ۱٪ است، مرتباً نوسان می‌کند و می‌تواند تا ۶٪ افزایش یابد.
جدا از خروج از مرکزیت، انحراف محوری زمین نیز می‌تواند از ۲۱٫۵ درجه تا ۲۴٫۵ درجه متغیر باشد و طول این «چرخه انحرافی» ۴۱۰۰۰ سال است. تصور می‌شود که این مورد و دیگر تغییرات دوره‌ای مشابه باعث به وقوع پیوستن عصر یخبندان‌ها باشند (به چرخه‌های میلانکوویچ مراجعه شود). در مقابل انحراف محوری مریخ در طی یک چرخه ۱۲۴ هزار ساله بسیار شدیدتر است و از ۱۵ درجه تا ۳۵ درجه تغییر می‌کند. برخی از مطالعات اخیر حتی نشان می‌دهند که طی ده‌ها میلیون سال، این تغییرات ممکن است از ۰ تا ۶۰ درجه هم در نوسان باشند. ظاهراً ماه بزرگ زمین نقش مهمی در حفظ انحراف محوری زمین در محدوده معقول ایفا می‌کند؛ مریخ فاقد چنین عامل ثبات‌بخشی است و انحراف محوری آن می‌تواند به صورت آشفته‌تری تغییر کند.

## رنگ آسمان
رنگ طبیعی آسمان بهرام در طول روز می‌تواند از صورتی مایل به قرمز تا یک رنگ زرد-قهوه‌ای متغیر باشد؛ با این حال، در مجاورت طلوع یا غروب خورشید، آسمان به رنگ آبی دیده می‌شود. این دقیقاً برعکس وضعیت در زمین است. در مریخ، پراکنش ریلی معمولاً یک اثر بسیار کوچک است. اعتقاد بر این است که علت رنگ آسمان، وجود ۱٪ حجمی مگنتیت در ذرات گرد و غبار است. شفق قطبی به علت وجود غبار زیاد در جو مریخ مدت زیادی پس از غروب خورشید و قبل از طلوع آن ادامه دارد. در برخی مواقع به دلیل پراکندگی نور توسط ذرات بسیار کوچک یخ آب در ابرها، آسمان مریخ به خود رنگ بنفش می‌گیرد.
ایجاد تصویر با رنگ کاملاً واقعی از سطح مریخ، به‌طرز شگفت‌آوری پیچیده‌است. تفاوت‌های زیادی در رنگ آسمان بازتولیدشده در تصاویر منتشرشده وجود دارد؛ با این حال، بسیاری از این تصاویر از فیلترهایی استفاده می‌کنند تا ارزش علمی خود را به حداکثر برسانند و تلاش نمی‌کنند تا رنگ واقعی را نشان دهند. با این وجود، برای سال‌های متمادی تصور می‌شد که آسمان مریخ صورتی‌تر از آن چیزی است که اکنون باور داریم.

## زمین و ماه

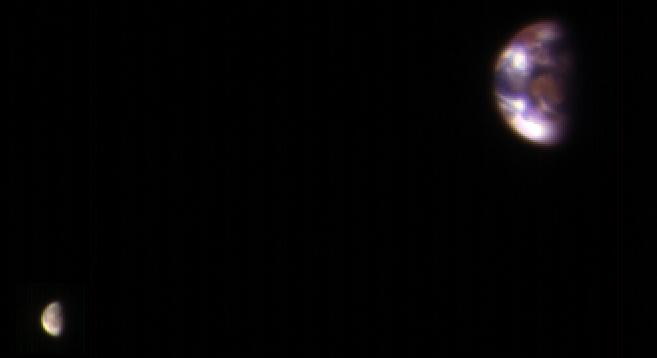
زمین و ماه آن‌طور که از مریخ دیده می‌شود. (مدارگرد شناسایی مریخ، های‌رایز، ۲۰ نوامبر، ۲۰۱۶)

زمین اگر از مریخ دیده شود یک سیاره داخلی مانند زهره است (ستاره صبحگاهی یا ستاره شامگاهی). از روی سطح مریخ، کره زمین و ماه زمین برای چشم غیرمسلح ستاره‌گون ظاهر می‌شوند، اما ناظرانی که تلسکوپ دارند، آنها را به صورت هلال‌هایی با برخی جزئیات قابل مشاهده خواهند دید.
یک ناظر روی مریخ قادر خواهد بود ماهی دور زمین می‌چرخد را مشاهده کند و این به راحتی برای چشم غیرمسلح قابل مشاهده است. در مقایسه، ناظران روی زمین نمی‌توانند هیچ‌یک از قمرهای سیاره‌ای دیگری را با چشم غیرمسلح ببینند، و تنها با اختراع تلسکوپ، اولین قمرهایی از این دست کشف شدند (برای نمونه قمرهای گالیله‌ای به دور مشتری).
در بیشترین جدایی زاویه‌ای، زمین و ماه به آسانی به عنوان یک سیاره دوتایی تمیز داده می‌شوند، اما حدود یک هفته بعد به یک نقطه نورانی واحد (برای چشم غیرمسلح) تبدیل می‌شوند. سپس حدود یک هفته بعد، ماه به بیشترین جدایی زاویه‌ای در طرف مقابل خواهد رسید. بیشترین جدایی زاویه‌ای زمین و ماه بسته به فاصله نسبی بین زمین و مریخ به‌طور قابل توجهی متفاوت است: حدود ۲۵ اینچ است زمانی که زمین نزدیک‌ترین فاصله را با مریخ دارد (نزدیک مقارنه)، اما وقتی زمین در دورترین فاصله از مریخ قرار گرفته (نزدیک تقابل)، تنها حدود ۳٫۵ اینچ است. برای مقایسه، قطر ظاهری ماه از زمین حدود ۳۱ دقیقه است.

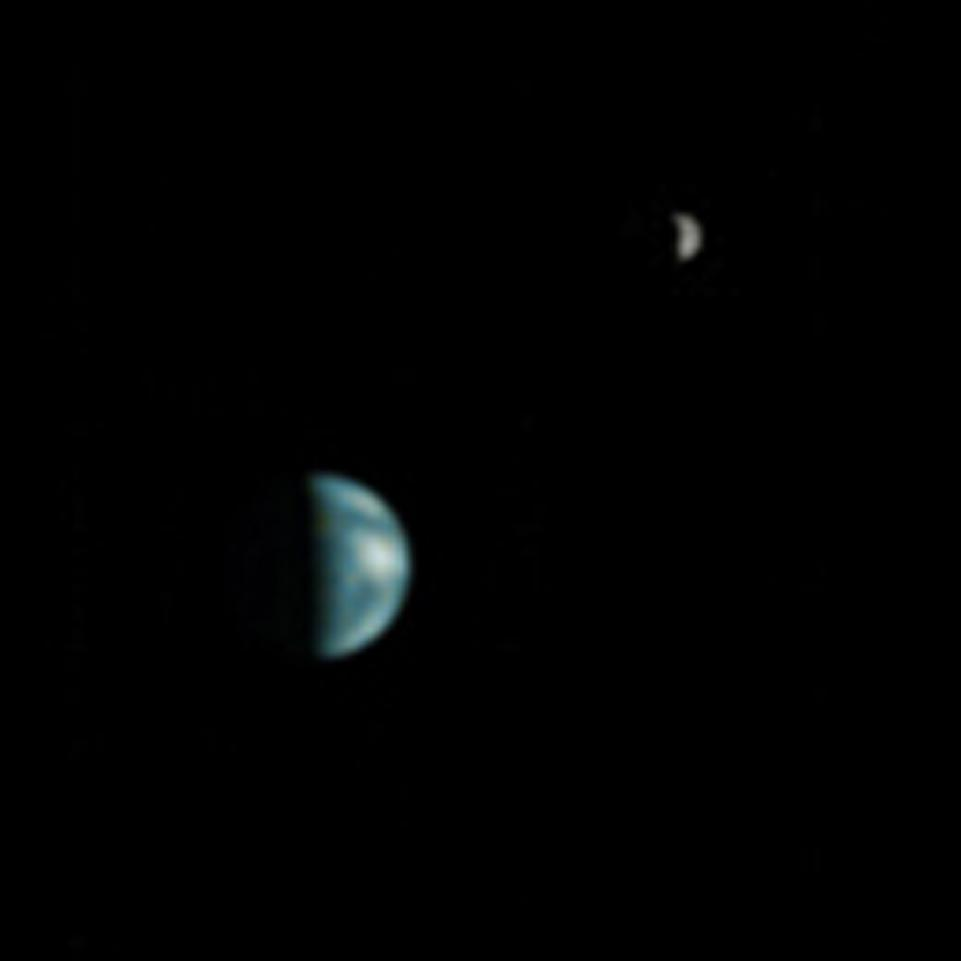
تصویر زمین و ماه از مریخ به ثبت رسیده توسط نقشه‌بردار سراسر مریخ در ۸ مه ۲۰۰۳، در ساعت ۱۳:۰۰ ساعت هماهنگ جهانی. آمریکای جنوبی قابل مشاهده است.

کمترین جدایی زاویه‌ای کمتر از ۱ دقیقه خواهد بود، گاه به گاه ماه در حال گذر در مقابل زمین یا پشت آن (توسط زمین دچار اختفاء شده) دیده می‌شود. در حالت اول، همان‌طور که از زمین دیده می‌شود، ماه‌گرفتگی مریخ خواهد بود و چون سپیدایی ماه به میزان قابل توجهی کمتر از سپیدایی زمین است، کاهش در روشنایی کلی رخ می‌دهد، اگر چه این تغییر آنقدر کوچک خواهد بود که توسط ناظران معمولی با چشم غیرمسلح قابل توجه نخواهد بود، زیرا اندازه ماه بسیار کوچک‌تر از زمین است و تنها بخش کوچکی از زمین را پوشش می‌دهد.
نقشه‌بردار سراسر مریخ در تاریخ ۸ مه ۲۰۰۳ و ساعت ۱۳ یوتی‌سی تصویر زمین و ماه را به ثبت رساند. این تصویربرداری بسیار نزدیک به بیشترین کشیدگی از خورشید و در فاصله ۰٫۹۳۰ واحد نجومی از مریخ انجام شد. قدر ظاهری در اعداد ۲٫۵- و ۰٫۹+ ذکر شده‌است. در زمان‌های مختلف، قدر واقعی بسته به فاصله و گام‌های زمین و ماه به‌طور قابل توجهی متفاوت خواهند بود.
از یک روز به روز دیگر، منظره ماه از روی مریخ نسبت به آنچه از زمین دیده می‌شود، برای یک ناظر، بسیار متفاوت تغییر می‌کند. گام‌های ماه از روی مریخ نسبت به زمین تغییر زیادی از یک روز به روز دیگر نخواهند داشت؛ این گام‌ها با مراحل زمین همگام شده‌اند و تنها به تدریج، در اثر حرکت هم‌زمان زمین و ماه در مدارهایشان به دور خورشید، تغییر می‌کنند. از طرف دیگر، یک ناظر روی مریخ شاهد خواهد بود که ماه با دوره‌ای برابر با دوره گردش مداری‌اش می‌چرخد، و امکان رؤیت عوارضی در سمت پنهان ماه، که برای زمینیان امکان‌پذیر نیست، خواهد داشت.
از آنجایی که زمین یک سیاره درونی است، ناظرین روی مریخ گاه‌گاهی می‌توانند پدیده گذار زمین از مقابل خورشید را مشاهده کنند. گذر بعدی در سال ۲۰۸۴ اتفاق خواهد افتاد. آنها همچنین می‌توانند پدیده‌های گذار عطارد و گذار زهره را نیز از مریخ رصد کنند.

## فوبوس و دیموس

فوبوس باعث گرفتگی خورشید می‌شود. تصویر از مریخ‌نورد کاوشگر.

قمر فوبوس به نظر می‌رسد در حدود یک‌سوم قطر زاویه‌ای ماه کامل از زمین را داشته باشد؛ از سوی دیگر، قمر دیموس کمابیش ستاره‌گون دیده می‌شود و قرص آن به سختی قابل تشخیص است. فوبوس با دوره‌ای کمتر از یک‌سوم یک سول، آنقدر سریع حرکت می‌کند که در غرب طلوع می‌کند، در شرق غروب می‌کند، و این عمل را دو بار در هر سول انجام می‌دهد؛ از طرف دیگر دیموس در شرق طلوع و در غرب غروب می‌کند، اما تنها چند ساعت کندتر از یک سول مریخی مدار کامل خود را طی می‌کند، بنابراین در هر بار حدود دو و نیم سول بالای افق مریخ باقی می‌ماند.
درخشندگی حداکثری فوبوس در «ماه کامل» قدر ۹- تا ۱۰- است، در حالیکه درخشندگی حداکثری دیموس حول و حوش قدر ۵- است. در مقایسه، ماه کامل از زمین با قدر ۱۲٫۷- به‌مراتب درخشان‌تر به‌نظر می‌رسد. فوبوس با قدرش همچنان آنقدر درخشان است که ایجاد سایه کند؛ دیموس هم تنها اندکی درخشان‌تر از آن چیزی است که زهره از زمین دیده می‌شود. درست مثل ماه در دیدگاه زمینی، درخشندگی و گام‌های فوبوس و دیموس در فاز غیر کامل مقدار قابل‌توجهی کم می‌شوند. بر خلاف ماه، گام‌های فوبوس و قطر زاویه‌اش به صورت قابل مشاهده‌ای از ساعت به ساعت تغییر می‌کند؛ دیموس برای مشاهده گام‌هایش با چشم غیرمسلح بسیار کوچک است.
هر دوی فوبوس و دیموس در مدارهای تقریباً استوایی با انحراف کم و مدارگردی بسیار نزدیک به مریخ قرار دارند. در نتیجه، فوبوس در عرض‌های جغرافیایی بالاتر از ۷۰٫۴° شمالی یا پایین‌تر از ۷۰٫۴° جنوبی قابل مشاهده نیست؛ دیموس هم در عرض‌های جغرافیایی بالاتر از ۸۲٫۷° شمالی یا پایینتر از ۸۲٫۷° جنوبی قابل مشاهده نیست. ناظرانی که در عرض‌های جغرافیایی بالا (کمتر از ۷۰٫۴°) قرار دارند، برای فوبوس یک قطر زاویه‌ای قابل‌توجه کوچکتری را خواهند دید زیرا آنها فاصله بیشتری از آن دارند. به همین ترتیب، ناظران استوایی فوبوس هنگام طلوع یا غروب آن، در مقایسه با زمانی که مستقیماً در آسمان بالای سرشان قرار دارد، یک قطر زاویه‌ای به‌طور مشهودی کوچکتر مشاهده خواهند کرد.

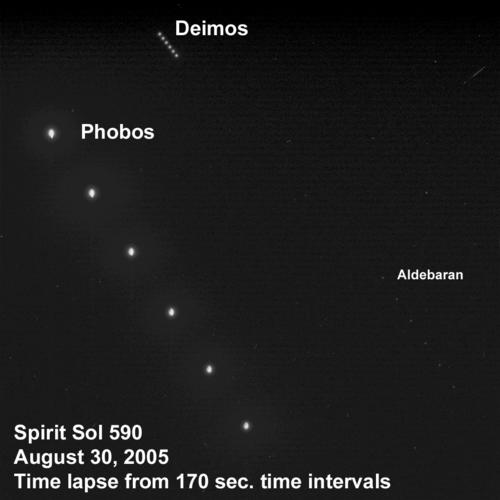
فوبوس و دیموس از فراز اسپیریت. با همکاری NASA/JPL-Caltech

ناظران مستقر بر مریخ می‌توانند گذار فوبوس و گذار دیموس از مقابل خورشید را مشاهده کنند. گذارهای فوبوس همچنین می‌توانند خورشیدگرفتگی جزئی در مریخ توسط فوبوس نامیده شوند، زیرا قطر زاویه‌ای فوبوس تا نیمی از قطر زاویه‌ای خورشید است. با این حال، در مورد دیموس تنها اصطلاح «گذار» مناسب است، زیرا این قمر بصورت یک نقطه کوچک روی صفحه خورشید ظاهر می‌شود.
از آنجایی که فوبوس در یک مدار استوایی با انحراف کم در حال گردش است، یک تغییر فصلی در عرض جغرافیایی موقعیت سایه فوبوس روی مریخ وجود دارد. این تغییر از منتهی‌الیه شمال به منتهی‌الیه جنوب و دوباره به عقب، چرخشی است. در هر موقعیت جغرافیایی ثابت روی مریخ، دو بازه در هر سال مریخی وجود دارد که سایه از عرض جغرافیایی آن عبور می‌کند و در طی هر بازه ده‌ها گذار فوبوس را می‌توان در آن موقعیت جغرافیایی مشاهده نمود. وضعیت برای دیموس نیز مشابه است، با این تفاوت که تنها ممکن است در هر بازه یک گذار یا اصلاً هیچ گذاری صورت نگیرد.
به راحتی می‌توان دید که سایه همیشه روی «نیم‌کره زمستانی» می‌افتد، به‌جز وقتی از خط استوا در طول اعتدالین بهاری و پاییزی عبور می‌کند؛ بنابراین گذارهای فوبوس و دیموس در طول پاییز مریخی و زمستان مریخی در نیم‌کره شمالی و در نیم‌کره جنوبی رخ می‌دهند. نزدیک به خط استوا، آنها تمایل دارند در حدود اعتدال پاییزی و بهاری رخ دهند؛ دورتر از خط استوا، تمایل به وقوع نزدیک‌تر به انقلابین دارند. در هر صورت، دو بازه‌ای که گذارها می‌توانند در آن‌ها اتفاق بیفتند، کم و بیش به‌طور متقارن قبل و بعد از انقلاب زمستانی رخ می‌دهند (البته، خروج از مرکزیت بالای مدار مریخ مانع از تقارن واقعی می‌شود).

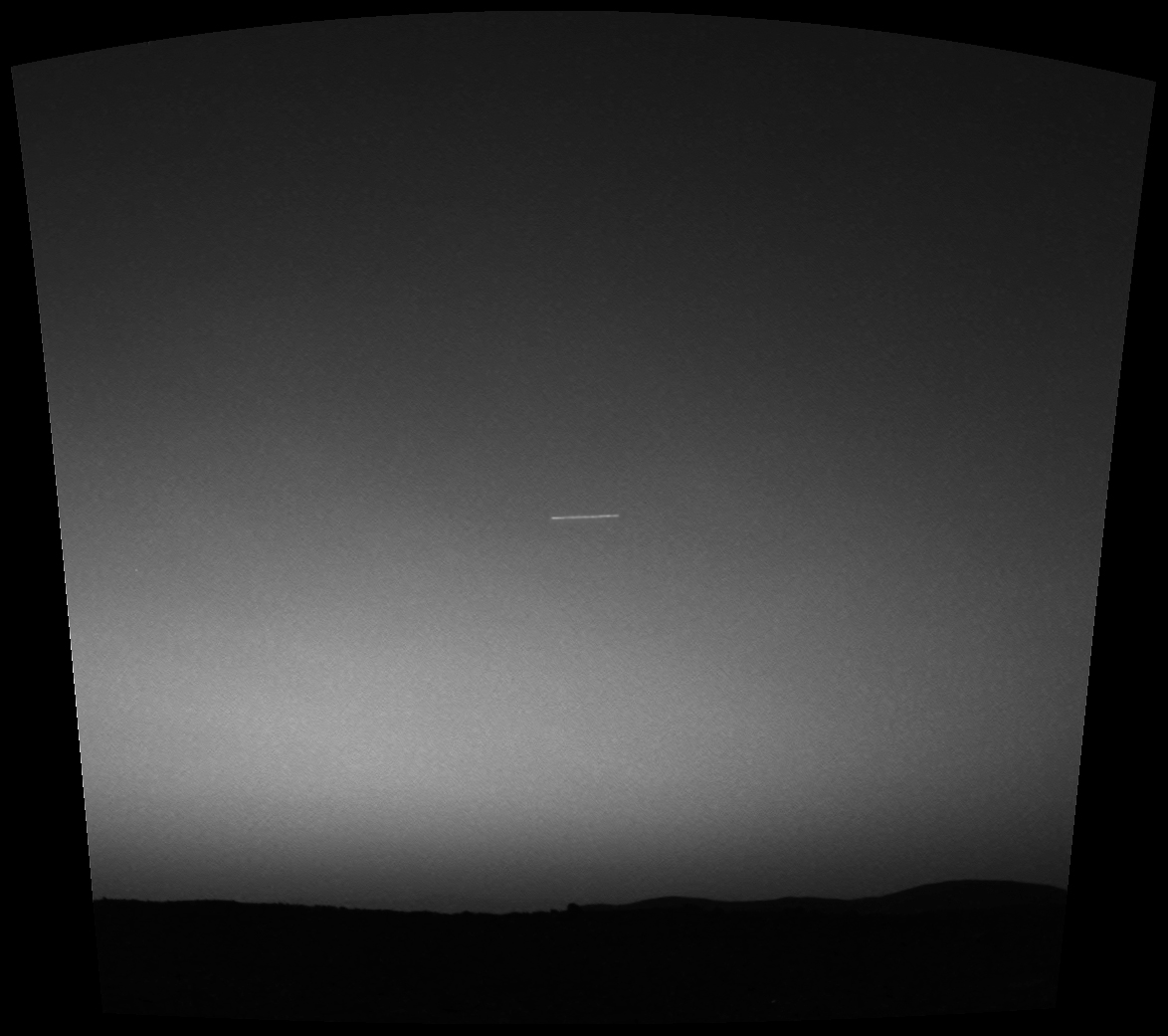
نخستین شهاب‌سنگ عکاسی‌شده از مریخ، ۷ مارس ۲۰۰۴، توسط اسپیریت.

ناظران مستقر بر مریخ همچنین می‌توانند پدیده ماه‌گرفتگیهای فوبوس و دیموس را مشاهده کنند. فوبوس حدود یک ساعت را در سایه مریخ می‌گذراند؛ در مورد دیموس این زمان حدود دو ساعت است. به طرز شگفت‌آوری، با وجود مدارگردی تقریباً در صفحه استوایی مریخ و فاصله بسیار نزدیک به مریخ، موقعیت‌هایی وجود دارد که فوبوس موفق می‌شود از کسوف شدن بگریزد.
فوبوس و دیموس هر دو چرخش هم‌گام دارند، به این معنی که آنها «سمت پنهان» دارند که ناظران روی سطح مریخ نمی‌توانند آن را ببینند. با وجود انحراف کم و خروج از مرکزیت کم مدار فوبوس، پدیده رخ‌گردی برای فوبوس همانند ماه زمین رخ می‌دهد.
به دلیل اثر رخ‌گردی و اختلاف‌منظر ناشی از فاصله نزدیک فوبوس، با رصد در عرض‌های جغرافیایی بالا و پایین و رصد زمانی که فوبوس در حال طلوع یا غروب است، پوشش کلی سطح فوبوس که از یک زمان یا زمان دیگر از یک یا چند موقعیت مکانی روی سطح مریخ، قابل مشاهده است به مراتب بالاتر از ۵۰٪ خواهد بود.
دهانه بزرگ استیکنی در امتداد یک لبه صورت فوبوس قابل مشاهده است. این دهانه به راحتی با چشم غیر مسلح از سطح مریخ، قابل مشاهده خواهد بود.

## شهاب‌سنگ‌ها و دنباله‌دارها

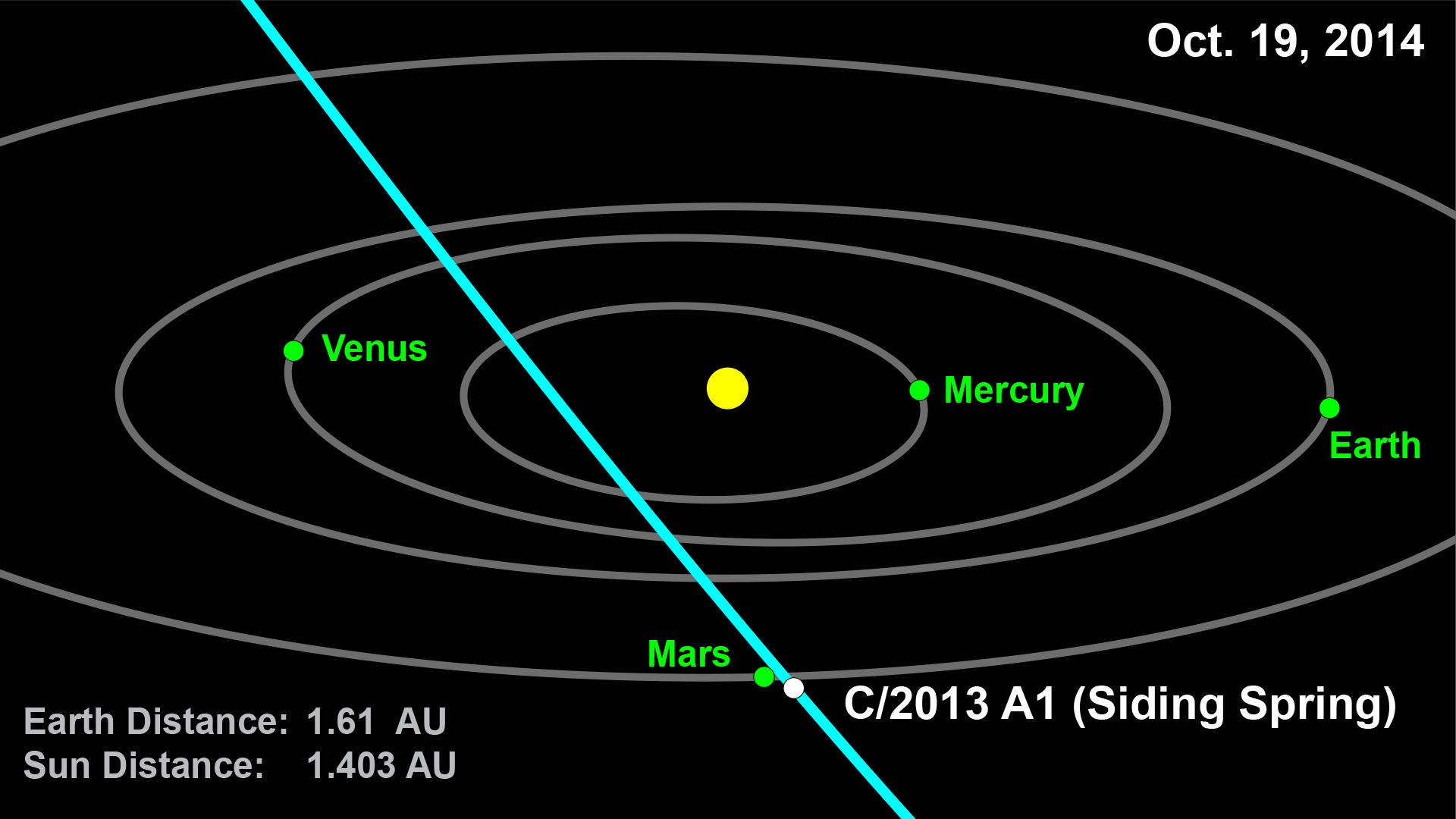
مسیر محاسبه‌شده دنباله‌دار سایدینگ اسپرینگ در حال گذار از مریخ. ۱۹ اکتبر ۲۰۱۴..

از آنجایی که مریخ در طول موج‌های نوری، جَوّی نسبتاً شفاف دارد (همانند زمین، اگرچه بسیار رقیق‌تر است)، گهگاهی شهاب‌واره‌ها دیده خواهند شد. بارش شهابی روی زمین زمانی اتفاق می‌افتد که مدار گردش زمین با مدار یک دنباله‌دار تقاطع پیدا می‌کند، و به همین ترتیب، مریخ نیز بارش‌های شهابی دارد، اگرچه متفاوت از بارش‌هایی هستند که روی زمین رخ می‌دهند.

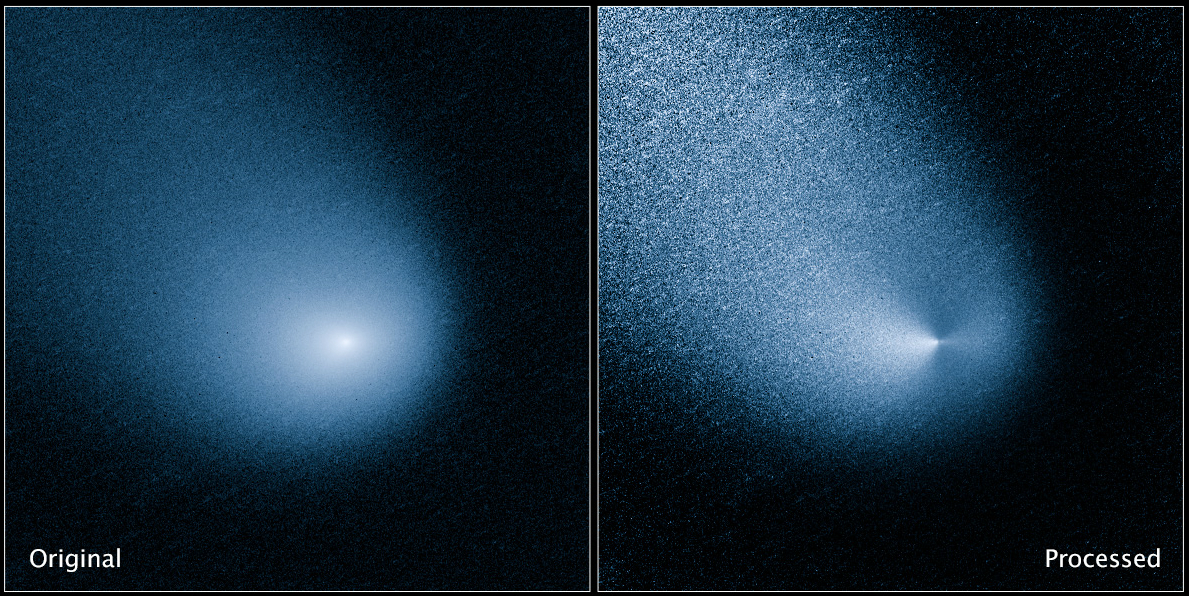
دنباله‌دار سایدینگ اسپرینگ همان‌طور که از طریق تلسکوپ فضایی هابل در ۱۱ مارس ۲۰۱۴ دیده شد.

اولین شهاب عکاسی‌شده روی مریخ (در ۷ مارس ۲۰۰۴ توسط مریخ‌نورد اسپیریت) اکنون تصور می‌شود که بخشی از یک بارش شهابی بوده باشد که جسم آسمانی مادر آن، دنباله‌دار ۱۱۴پی/وایزمن-اسکیف بوده‌است. از آنجایی که تابش شهاب در صورت فلکی قیفاووس بوده‌است، این بارش شهابی می‌تواند «شهابیان قیفاووس مریخ» لقب داده شود.
همان‌طور که روی زمین اتفاق می‌افتد، زمانی که یک شهاب به اندازه کافی بزرگ باشد تا به‌طور واقعی با سطح برخورد کند (بدون سوختن کامل در جو)، آنگاه تبدیل به یک شهاب‌سنگ خواهد شد. اولین شهاب‌سنگ شناخته‌شده کشف‌شده روی مریخ (و در کل سومین شهاب‌سنگ که در جایی به غیر از زمین پیدا شده) صخره سپر گرما بود. اولین و دومین شهاب‌سنگ روی ماه توسط برنامه فضایی آپولو پیدا شدند.
در ۱۹ اکتبر ۲۰۱۴، دنباله‌دار سایدینگ اسپرینگ از فاصله بسیار کمی از مریخ عبور کرد. فاصله گذر آنقدر کم بود که ممکن است گیسوی آن سیاره را پوشانده باشد.

## شفق‌های قطبی
شفق‌های قطبی در مریخ رخ می‌دهند، اما مانند زمین در قطب‌ها اتفاق نمی‌افتند، زیرا مریخ هیچ میدان مغناطیسی سیاره‌ای (جهانی) ندارد. در عوض، آنها در نزدیکی ناهنجاری‌های مغناطیسی در پوسته مریخ که بازمانده‌هایی از روزهای اولیه هستند که بهرام دارای میدان مغناطیسی بود، رخ می‌دهند. شفق‌های قطبی مریخ گونه‌ای متمایز هستند که در جای دیگری از منظومه خورشیدی دیده نمی‌شوند. آنها به‌علاوه احتمالاً برای چشم غیرمسلح انسان نامرئی خواهند بود، و عمدتاً پدیده‌هایی در حوزه فرابنفش هستند.

## قطب‌های سماوی و دایرةالبروج

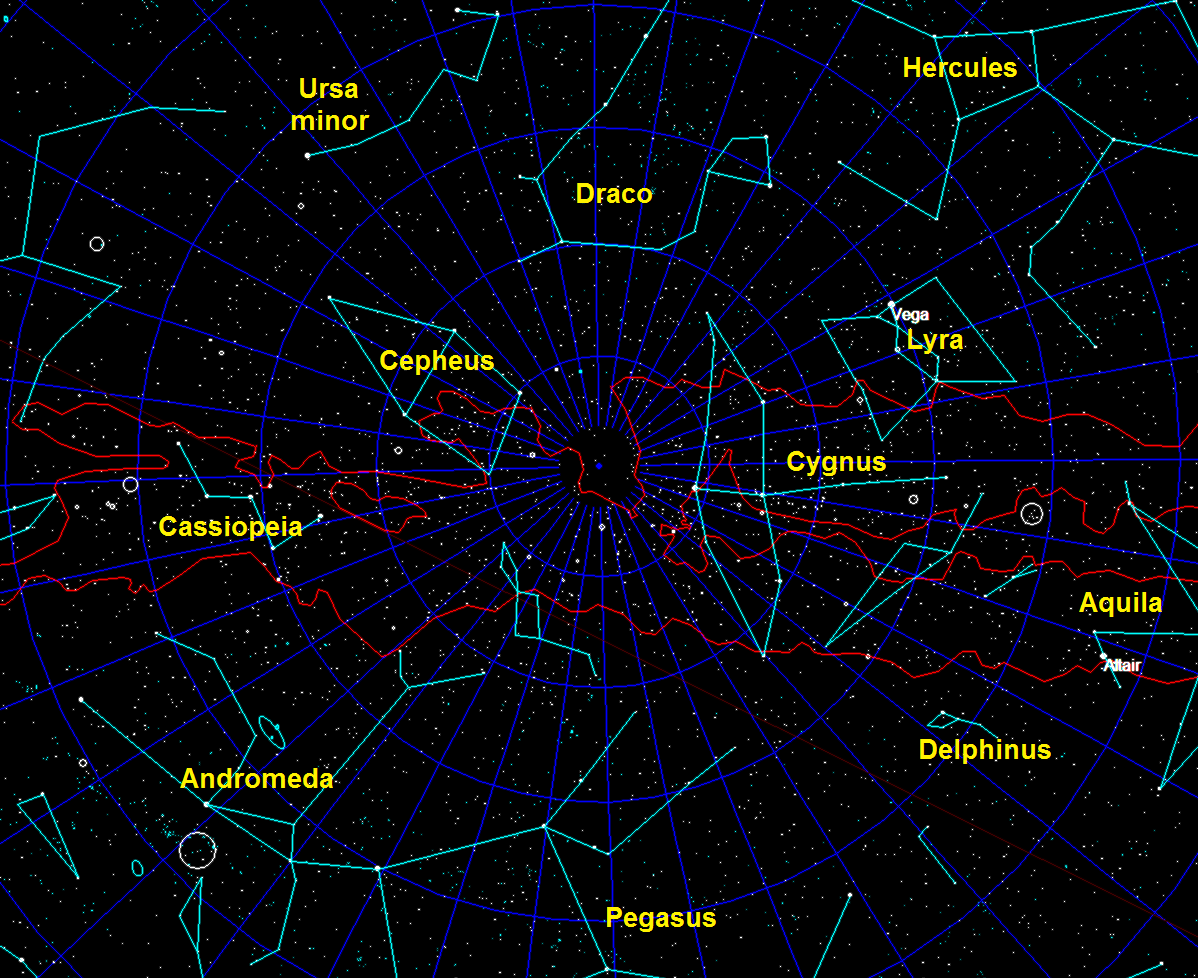
قطب شمالی سماوی در مریخ

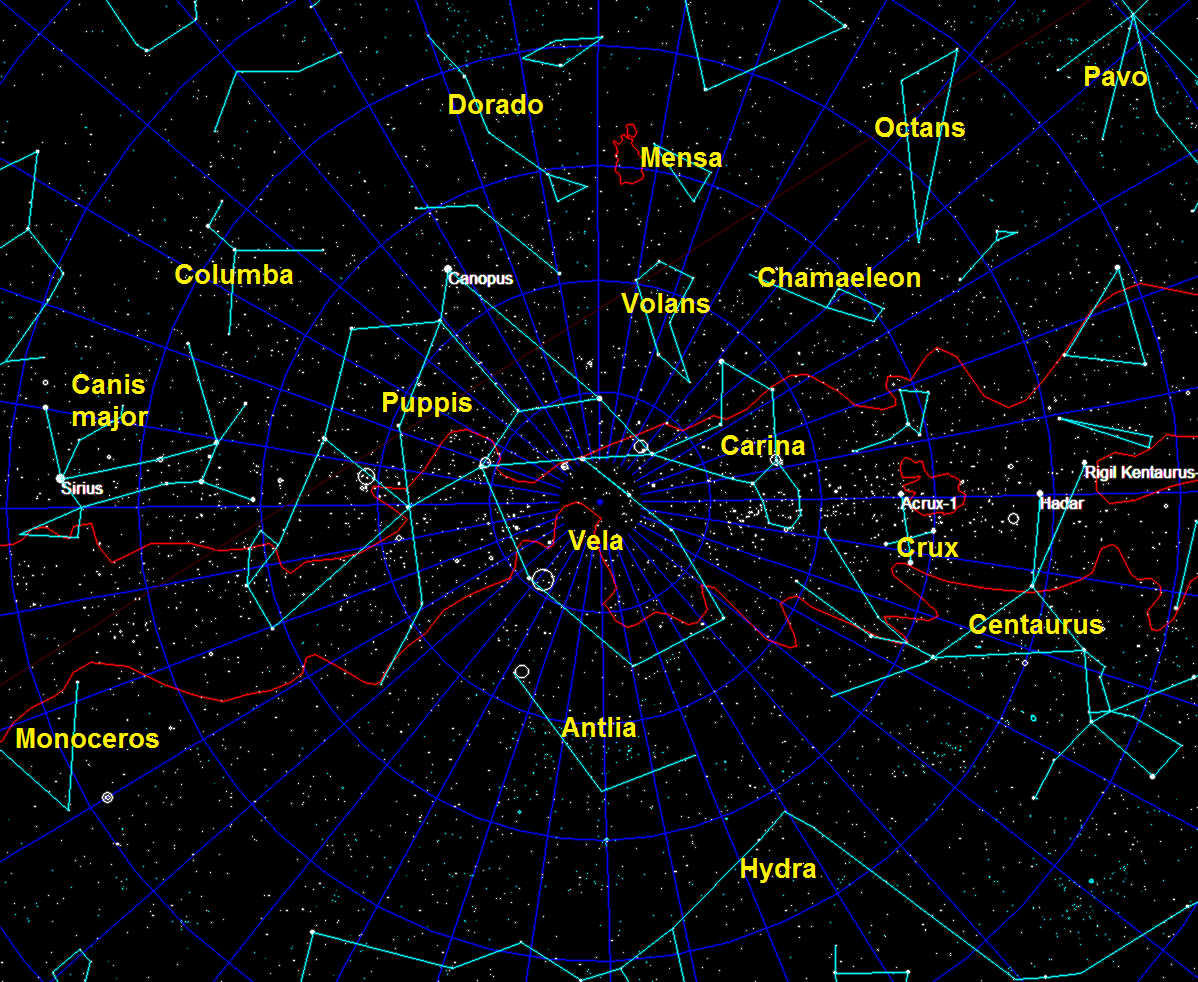
قطب جنوبی سماوی در مریخ

جهت‌یابی قطب مریخ به گونه‌ای است که قطب سماوی شمالی آن در صورت فلکی ماکیان در بُعد 21h 10m 42s میل ‏ ۵۳٫۰′ ‎+۵۲° (یعنی دقیق‌تر بگوییم، ۳۱۷٫۶۷۶۶۹ +۵۲٫۸۸۳۷۸)، و در نزدیکی ستاره BD +52 2880 با قدر ۶ (همچنین به عنوان HR 8106، HD 201834 یا SAO 33185 هم شناخته می‌شود) قرار دارد که به‌نوبه خود در R.A. 21h 10m 15.6s Decl. ‏ ۴۸″ ۳۳′ ‎+۵۳° قرار گرفته‌است.
دو ستاره بالای صورت فلکی ماکیان، یعنی سینهٔ ماکیان (صَدرالدَجاجه، صدر) و دُنب ماکیان به قطب شمالی سماوی مریخ اشاره دارند. این قطب، تقریباً میانه فاصله دنب و بازوی راست قرار دارد، و کمتر از ۱۰ درجه از صدر دور است. این فاصله حدوداً کمی بیشتر از فاصله ظاهری میان صدر و دنب خواهد بود. به‌علت نزدیکی دنب به قطب، این ستاره برای تقریباً تمام نیمکره شمالی مریخ هیچ‌گاه غروب نمی‌کند. بجز نواحی نزدیک به استوا، دنب به صورت دائمی دورتادور قطب شمالی می‌چرخد. جهت‌یابی دنب و صدر عقربه‌هایی مفید برای ساعت به منظور گفتن زمان نجومی خواهند بود.
قطب شمالی سماوی مریخ فقط چند درجه با صفحه کهکشان فاصله دارد؛ بنابراین راه شیری (به‌ویژه آن قسمت که در ناحیه ماکیان است) همواره از نیم‌کره شمالی مرئی است.
قطب جنوبی سماوی را نیز می‌توانید به همین طریق در 9h 10m 42s و ‏ ۵۳٫۰′ ‎−۵۲° بیابید، که فقط چند درجه با ستاره کاپا بادبان با قدر ۲٫۵ (که در 9h 22m 06.85s ‏ ۰۰٫۶′ ‎−۵۵° قرار دارد) فاصله دارد؛ بنابراین این ستاره به عنوان ستاره جنوبی قطب قابل توجه است. ستاره سهیل، دومین ستاره درخشان آسمان، یک ستاره چرخنده قطبی برای بیشتر عرض‌های جغرافیایی جنوبی خواهد بود.
صورت‌فلکی‌های منطقةالبروج در دایرةالبروج مریخ مانند زمین هستند. از این گذشته، دو صفحه دایرةالبروج تنها ۱٫۸۵ درجه تمایل متقابل دارند. اما در مریخ، خورشید ۶ روز را در صورت فلکی نهنگ می‌گذراند، و پس از ترک و ورود مجدد به ماهی مجموع صور فلکی منطقةالبروجی را به ۱۴ عدد می‌رساند. اعتدالین و انقلابین‌ها نیز متفاوت هستند: برای نیمکره شمالی، اعتدال بهاری در مارافسای (در مقایسه با ماهی روی زمین)، انقلاب تابستانی در مرز دلو و ماهی، اعتدال پاییزی در گاو و انقلاب زمستانی در دوشیزه واقع شده‌است.
همان‌طور که در زمین رخ می‌دهد، حرکت تقدیمی باعث می‌شود که انقلابین و اعتدالین در طی هزاران و ده‌ها هزار سال در صورت‌های فلکی منطقه البروج بچرخند.

## تغییرات بلند مدت

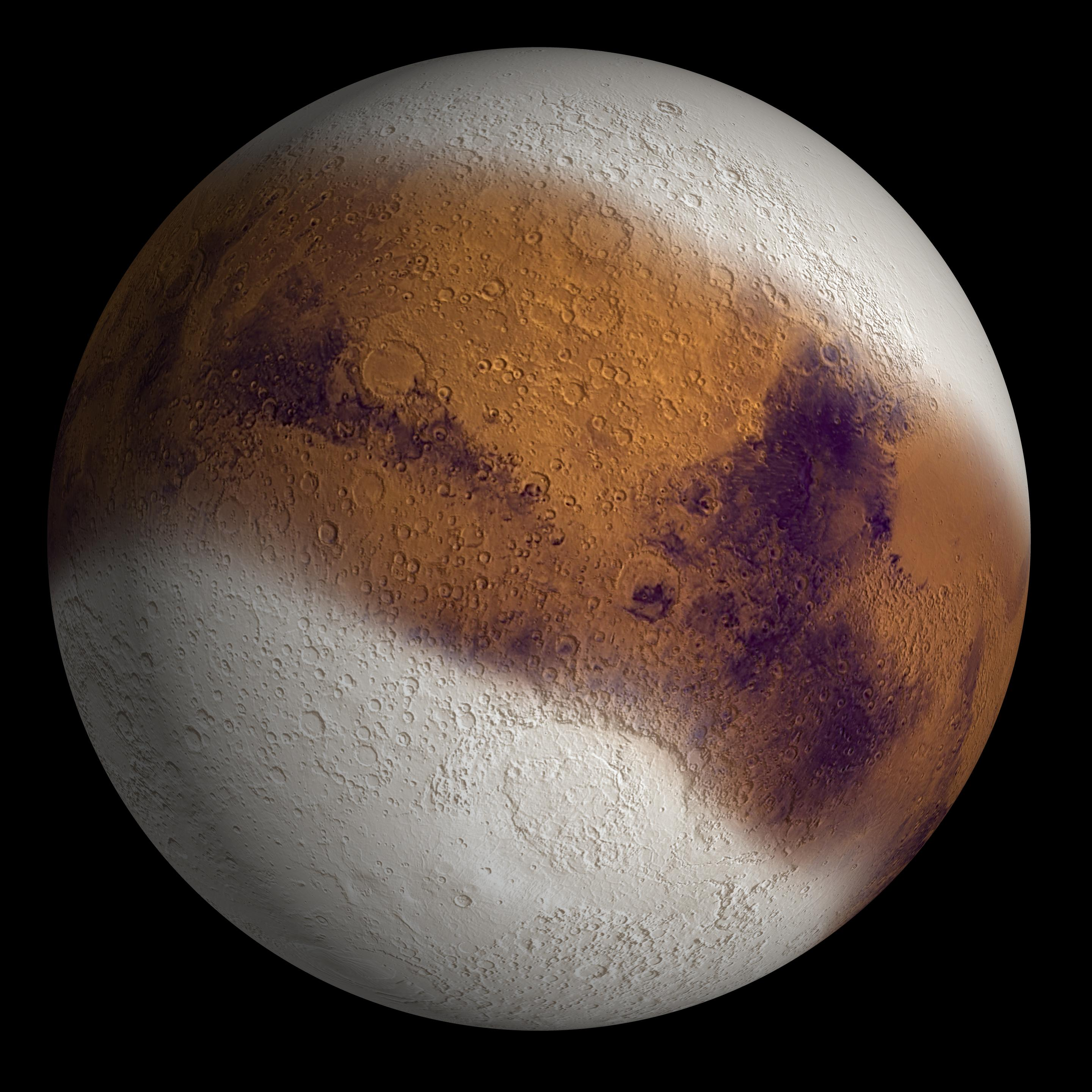
تصویری از اینکه ممکن است مریخ در طی یک عصر یخبندان حدود ۴۰۰ هزار سال پیش به دلیل انحراف محوری زیاد چگونه به نظر رسیده بوده باشد.

مانند زمین، اثر حرکت تقدیمی باعث می‌شود که قطب‌های شمالی و جنوبی در یک دایره بسیار بزرگ حرکت کنند، اما در مریخ این چرخه ۹۵۵۰۰ سال مریخی (۱۷۹۶۰۰ سال زمینی) طول می‌کشد. در صورتی‌که این مدت برای زمین ۲۶۰۰۰ سال است.
مانند زمین، شکل دوم حرکت تقدیمی هم وجود دارد: نقطه حضیض در مدار مریخ به آرامی تغییر می‌کند و باعث می‌شود سال غیرهادی (سال حضیضی با سال نجومی متفاوت باشد. با این حال، در مریخ، این دوره ۴۳۰۰۰ سال مریخی (۸۱۰۰۰ سال زمینی) است، نه ۱۱۲۰۰۰ سال مانند روی زمین.
در هر دو سیاره زمین و مریخ، این دو حرکت تقدیمی در جهت مخالف هستند و بنابراین با یکدیگر جمع می‌شوند تا چرخه حرکت تقدیمی را بین سال‌های استوایی و حضیضی ۲۱۰۰۰ سال روی زمین و ۲۹۷۰۰ سال مریخی (۵۵۹۰۰ سال زمینی) در مریخ ایجاد کنند.
مانند زمین، دوره چرخش مریخ (طول روز آن) آهسته‌تر می‌شود. با این حال، این اثر سه مرتبه کمتر از زمین است زیرا اثر گرانشی فوبوس ناچیز است و این اثر عمدتاً به دلیل خورشید اتفاق می‌افتد. روی زمین، اثر گرانشی ماه تأثیر بسیار بیشتری دارد. در نهایت در آینده‌ای دور، طول روز روی زمین برابر با طول روز مریخ و سپس از آن بیشتر خواهد شد.
مانند زمین، مریخ چرخه‌های میلانکوویچ را تجربه می‌کند که باعث تغییرات انحراف محوری و خروج از مرکز مداری به صورت دوره‌های طولانی می‌شوند. این امر تأثیرات بلندمدتی بر اقلیم این سیاره دارد. تغییرات شیب محوری مریخ بسیار بیشتر از زمین است زیرا این سیاره از ثبات تأثیرات القایی یک ماه بزرگ مانند ماه زمین برخوردار نیست. مریخ یک چرخه انحراف محوری ۱۲۴۰۰۰ ساله در مقایسه با ۴۱۰۰۰ سال برای زمین دارد.